# Astilboides tabularis
Astilboides tabularis là một loài thực vật có hoa trong họ Saxifragaceae. Loài này được (Hemsl.) Engl. miêu tả khoa học đầu tiên năm 1919.